# 스사미정
스사미정(일본어: すさみ町)은 일본 와카야마현 니시무로군의 정이다.
가다랑어 고기잡이와 "겐켄선"으로 알려져 있으며 근세에는 구마노 지역 일대의 중심부가 된 적도 있었다.

## 지리
기이반도의 거의 남단에 위치하고 태평양과 접한다. 해안선은 어항을 만드는 데 적합한 리아스식 해안으로 고기잡이가 번성한다. 기후는 쿠로시오 해류의 영향으로 온난하고 연평균 기온은 약 17도이다. 평지가 적고 면적의 90퍼센트 이상을 산림이 차지하고 있다. 또한 이 근처의 해안은 현립 자연공원으로 지정되어 있다. 중심 취락은 스사미강 하구에 있는 어항 마을인 스사미이다.

## 역사
스사미정 근처는 6세기경부터 오랫동안 구마노 지역의 중심이었고 1657년에 구치쿠마노 봉행소가 놓이고 나서는 명실공히 난키 지역의 중심지가 되었다.
- 1889년 4월 1일 - 정촌제 시행으로 니시무로군 스사미촌, 다이토카와촌, 에스미촌, 사모토촌이 성립하였다.
- 1924년 2월 11일 - 스사미촌이 정으로 승격해 니시무로군 스사미정(周参見町)이 되었다.
- 1955년 3월 31일 - 스사미정, 사모토촌, 오쓰가와촌이 합병해 니시무로군 스사미정(すさみ町)이 성립하였다.
- 1959년 3월 25일 - 에스미촌을 편입, 합병해 현재의 스사미정이 성립하였다.

## 교통

### 철도
서일본 여객철도의 기세이 본선이 유일한 철도 노선이다. 보통 열차는 2시간마다 1편 꼴로 다니고 있으며, 대표역은 간이위탁역인 스사미역이다. 스사미역에는 와카야마, 오사카 방면으로 가는 특급 《구로시오》호가 정차한다.
- 서일본 여객철도 기세이 본선
  - (← 히가시무로군 구시모토정) - 에스미역 - 미로즈역 - (후타고야마 신호장) - 스사미역 - (니시무로군 시라하마정 →)

### 도로
- 국도 42호선